# Amiga Zorro II
A Zorro II az Amiga 2000 bővítőkártyák fogadására szolgáló általános célú 16-bites buszrendszere.

## Történet, etimológia
A Commodore 1985-ben kiadott első Amiga modellje, az Amiga 1000-es még nem rendelkezett szabványos bővítési lehetőséggel. Egyetlen csatlakozó biztosított hozzáférést a Motorola 68000 CPU belső buszához, valamint néhány egyéb rendszer-jelforráshoz. Röviddel a modell bemutatása után publikálták a bővítő csatlakozó hivatalos specifikációját. Ez a busz lett a ma ismert "Zorro busz".
A "Zorro" név az Amiga 1000-es egyik prototípus alaplapjának az kódnevéből származik. A "Zorro" lap volt az eredeti "Lorraine" utáni prototípus, melyen az alaplapi bővítőkártya csatlakozási lehetőség specifikációit kidolgozták. Mivel mindenki ezen a néven hivatkozott rá és senki nem javasolt jobbat, ezért ez a név állandósult.

## Zorro II

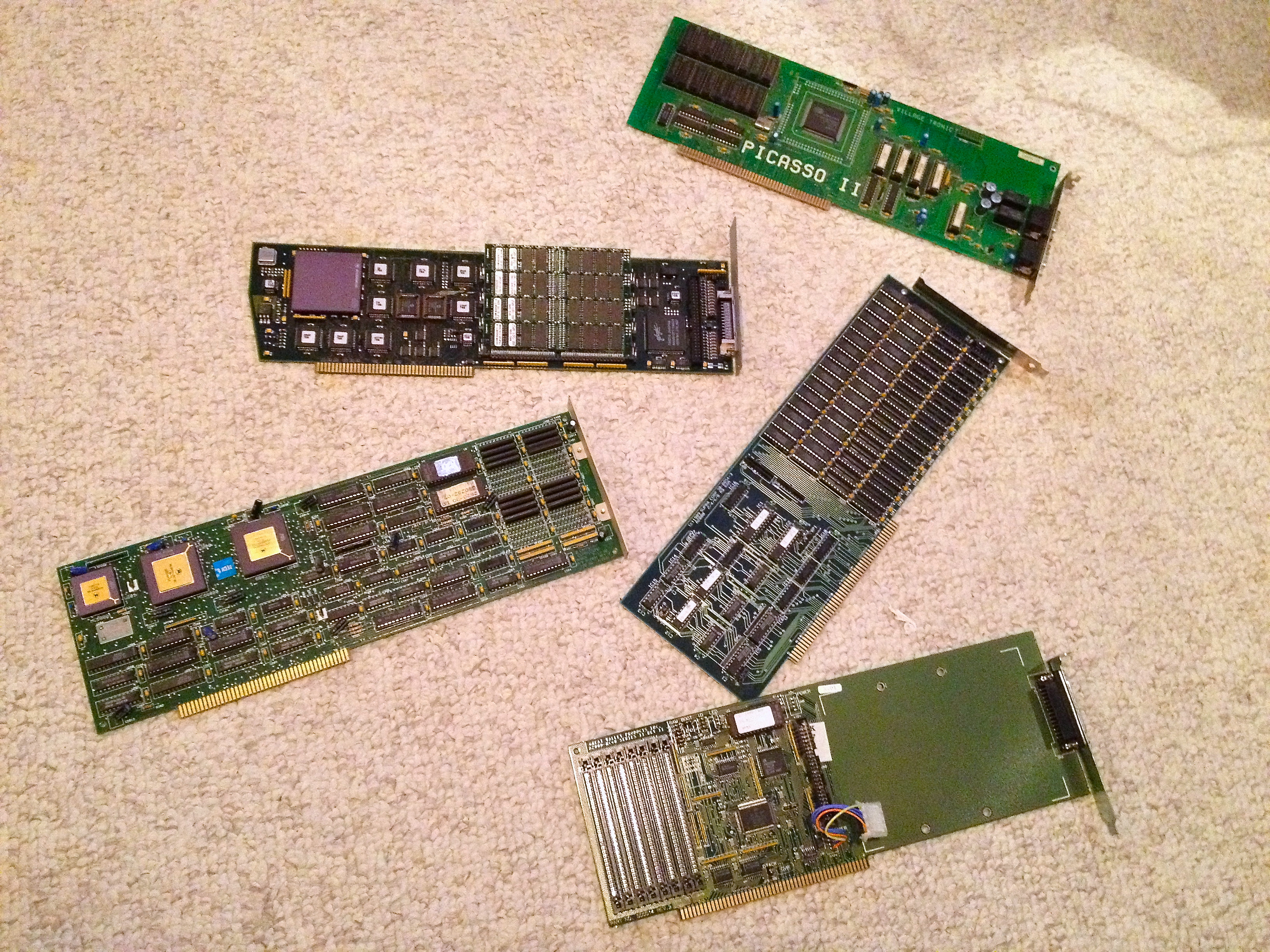
Zorro II kártyák

Az Amiga 2000 megjelenésével a Zorro busz némileg megváltozott. Egyszerűbben kezelhető külön megszakítás áramköröket kapott, valamint a méret kialakítást a 100-tűs IBM PC/AT buszhoz (a későbbi ISA-busz) igazították költségcsökkentési megfontolásból, továbbá hogy az ISA buszt opcionális másodlagos bővítőbuszként használhassák.
A kialakítás sokkal összetettebb volt, mint az akkori IBM XT/AT, illetve Apple II buszai. A Zorro-busz lehetővé tette bármelyik foglalatnak (slot), hogy uralja a buszt (bus mastering), támogatta a közvetlen memória hozzáférést (DMA), továbbá összekapcsolta a bővítőkártyákat a rendszerszoftverrel. Kiiktatták a címzést biztosító jumpereket és a kártya címét szoftver rendelte hozzá (Autoconfig protokoll). A kártyák könnyen azonosíthatók voltak szoftveresen és könnyen össze voltak kapcsolhatók a megfelelő meghajtóprogramokkal (driver), mindez ráadásul minimális felhasználói beavatkozás mellett. Ez a módosított specifikáció ismert Zorro II buszként.
A Zorro II busz adatátviteli sebessége kb. 3,5 MB/s

## Memóriatérkép
| Cím       | Méret [MB] | Leírás                          |
| --------- | ---------- | ------------------------------- |
| 0x00 0000 | 2.0        | ChipRAM                         |
| 0x20 0000 | 8.0        | Zorro II memória címterülete    |
| 0xA0 0000 | 1.5        | Zorro II I/O címterület         |
| 0xB8 0000 | 3.0        | A2000 alaplapi regiszterterület |
| 0xE8 0000 | 0.5        | Zorro II I/O                    |
| 0xF0 0000 | 1.0        | Alaplapi ROM                    |

## Fordítás
- Ez a szócikk részben vagy egészben  az   Amiga Zorro II című angol Wikipédia-szócikk fordításán alapul.  Az eredeti cikk szerkesztőit annak laptörténete sorolja fel. Ez a jelzés csupán a megfogalmazás eredetét és a szerzői jogokat jelzi, nem szolgál a cikkben szereplő információk forrásmegjelöléseként.